# Autoroute A4 (Serbie)
Pour les articles homonymes, voir Autoroute A4.
L’autoroute A4 (en serbe : Државни пут ІА реда А4, Državni put IA reda A4 ; Ауто-пут А4, Auto-put A4) est une autoroute de Serbie qui relie entre elles la ville serbe Niš, passant près de Bela Palanka, Pirot et Dimitrovgrad jusqu'à la Frontière serbo-bulgare. Elle est également appelée « E80 » ou encore « Corridor 10 ». Cette autoroute fait partie de la route européenne 80.
L'autoroute est constituée et d'une bande d'arrêt d'urgence et de deux voies de circulation dans chaque direction, séparées par un terre-plein central. Toutes ses intersections sont des croisements dénivelés. Une portion d'autoroute a été conçue dès sa construction pour servir également de piste d’atterrissage aux avions militaires au niveau du village de Vojnegovac et la sortie  6 Pirot-Est.
Un système de surveillance de la circulation et de régulation de trafic ainsi qu'un système de radar tronçon seront mis en service sur toute la longueur de l'autoroute A4. Des appareils de mesure, de contrôle seront installés dans les zones connues de brouillard, de pluie verglaçante, de neige ou de vent fort. Des panneaux à messages variables seront utilisés pour communiquer aux usagers les conditions atmosphériques, les restrictions éventuelles de trafic ou d'autres informations susceptibles de modifier les conditions de circulation. Un système de radar tronçon entre 2 postes de péage existe déjà depuis septembre 2017.
L'autoroute comporte 1 échangeur autoroutier avec une autre autoroute de Serbie : A1.
Elle comporte de nombreux ponts et caniveaux. L'autoroute comporte également 5 tunnels. Une grande partie de l'autoroute est à péage et utilise système de ticket. Le paiement des péages dépend de la classification des véhicules en Serbie.
L'autoroute est exploitée par l'entreprise publique "Putevi Srbije".

## Description du tracé

### DeNišàGradinje
| A 4 - E 80 Autoroute Niš - Dimitrovgrad Corridor paneuropéen X Est |                                |                                                           |                                                                       |         |
| N°                                                                 | Dénominations                  | Connexions                                                | Destinations                                                          | BK      |
| 48                                                                 | Échangeur de Trupale           | E75                                                       | Autoroute A1 : Belgrade, Vranje, Skopje ( Preševo Serbie - Macédoine) | 0       |
| 1                                                                  | Niš-Nord                       | Boulevard du 12 février (en serbe : Bulevar 12. Februara) | Niš-Nord, Niš-Centre, Aéroport Constantin-le-Grand                    | 2,497   |
| 2                                                                  | Niš-Est                        | 426 (Route de Matejevac (en serbe : Matejevački put)      | Niš-Est                                                               | 9,222   |
| 3                                                                  | Malča                          | E771                                                      | Malča, Zaječar, Knjaževac, Svrljig                                    | 16,720  |
| 4                                                                  | Bela Palanka                   | 223                                                       | Bela Palanka                                                          | 45,852  |
| 5                                                                  | Pirot-Ouest                    |                                                           | Pirot-Ouest                                                           | 69,663  |
| 6                                                                  | Pirot-Est                      |                                                           | Pirot-Est                                                             | 80,439  |
| Péage à système fermé                                              | Poste de péage de Dimitrovgrad | E80                                                       | Autoroute A4                                                          | 95,500  |
| 7                                                                  | Dimitrovgrad                   |                                                           | Dimitrovgrad-Ouest                                                    | 96,221  |
| 8                                                                  | Gradinje                       |                                                           | Gradinje, Dimitrovgrad-Est                                            | 103,467 |
| Gradinje                                                           | Bulgarie                       |                                                           | Autoroute bulgare A6 (vers Sofia)                                     | 105,434 |

Légende :
- : Sortie d'autoroute uniquement en provenance de Pirot ; Entrée sur autoroute uniquement en provenance de Gradinje

## Route Européenne
L’autoroute A4 est aussi :
| Numéro | Tracé |
| ------ | --- |
| E80    | Sur toute sa longueur (entre l'échangeur 1 Trupale (A4 A1) et le poste-frontière Gradinje Serbie / Bulgarie) |

## Saturation du trafic
L'autoroute A4 présente quelques dangers dus à la saturation du trafic :
- Poste de péage de Dimitrovgrad
- Poste frontière Gradinje (SRB) / Kalotina (BG) (Autoroute bulgare A6) (une file de 5 kilomètres peut se former au niveau du poste frontière et ainsi créer un temps d'attente d'environ 5 heures notamment lors des week-ends de juillet et août)

## Tarifs Péages
Sur l'autoroute A4, les prix varient en fonction du kilomètre parcouru c'est-à-dire à système de péage fermé à ticket.
Les différents prix en Dinar serbe (RSD) et en Euro (€) pour les véhicules de catégorie I :
- Entre les postes de péage de Niš-Nord (sortie) et Dimitrovgrad (parcours total autoroute A4) : 420,00 RSD (4,00 €)
- Entre les postes de péage de Dimitrovgrad et péage de Belgrade (Vrčin) (autoroutes A4 / A1) : 1 320,00 RSD (11,50 €)
- Entre les postes de péage de Dimitrovgrad et Preševo (autoroutes A4 / A1) : 1 040,00 RSD (9,00 €)

Les postes de péage de l'autoroute A4 possèdent également un système de péage électronique (ENP, en serbe "Elektronska Naplata Putarine") identique à celui du Télépéage en France.

## Ouvrages d'art
- Tunnel de Bancarevo, 705 m (Bancarevo) ;
- Tunnel de Sopot, 184 m, (Sopot) ;
- Tunnel Sarlah, 477 m, (Pirot) ;
- Tunnel Pržojna padina, 350 m, (Dimitrovgrad) ;
- Tunnel Progon, 1 108 m, (Dimitrovgrad)

## Galerie d'images

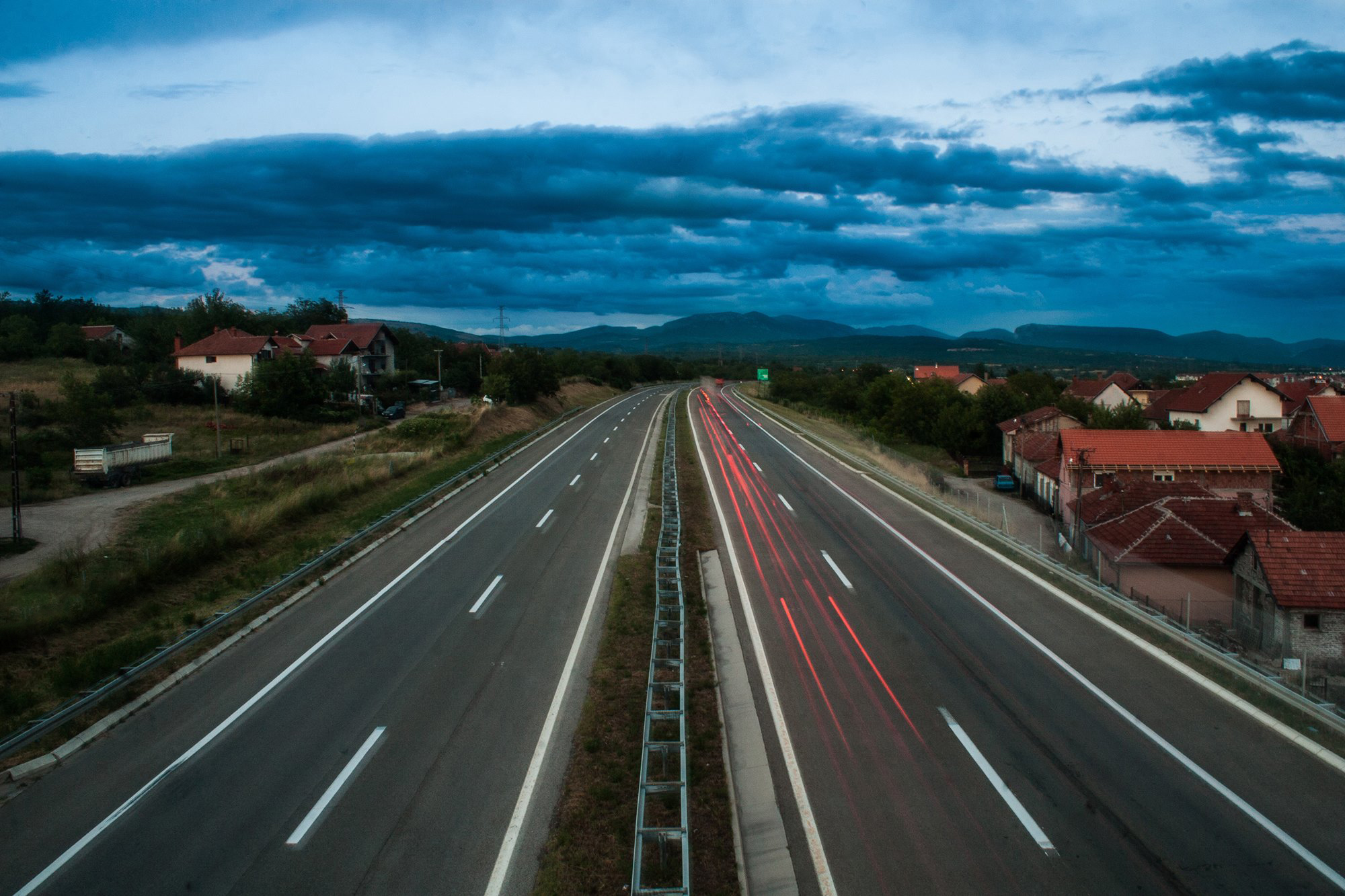
L'autoroute A4 près de Komren (Niš).
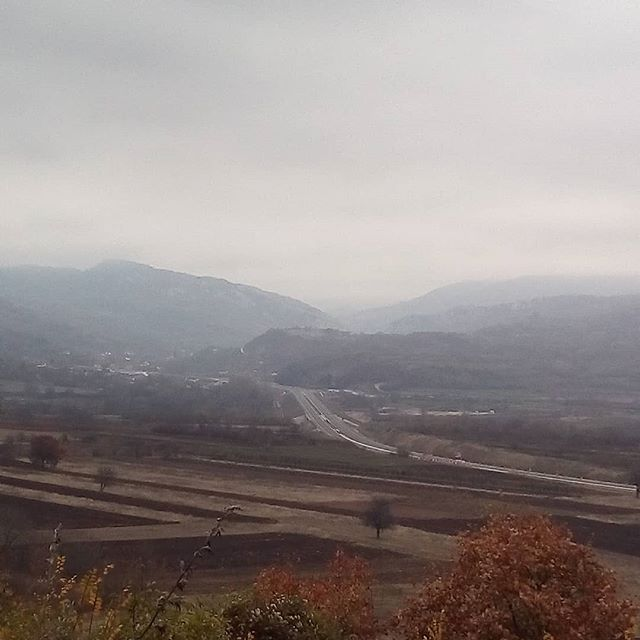
L'autoroute A4 en construction près de Malča.
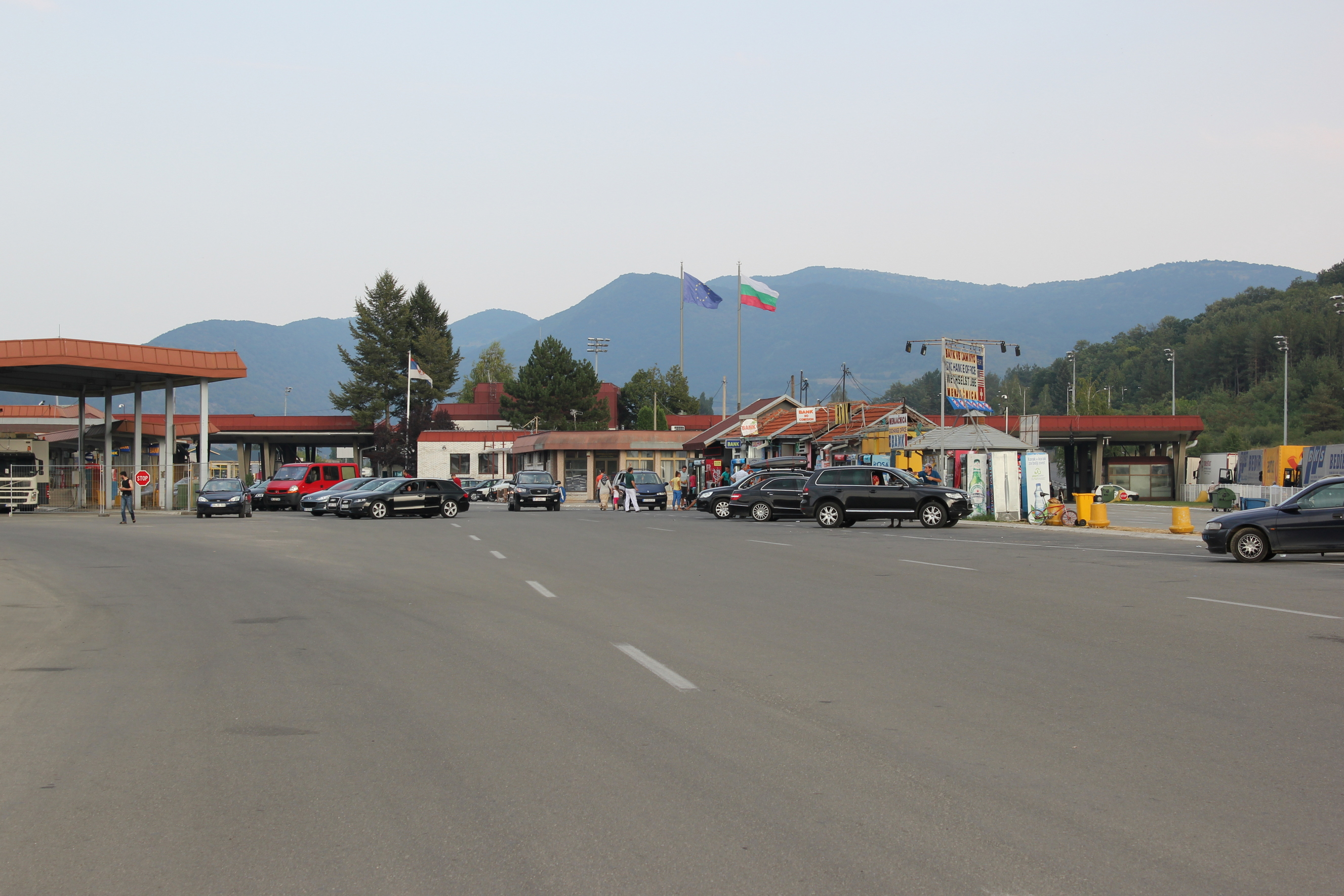
Le poste-frontière Gradinje (SRB / BG) (Autoroute A4).